# Рохіт Чанд
Рохіт Чанд Тхакурі (неп. रोहित चन्द; 1 березня 1992, Дайлех) — непальський футболіст, який грає на позиції захисника та півзахисника в клубі індонезійської Ліги 1 «Персік Кедірі» та національній збірній Непалу.

## Клубна кар'єра
Рохіт Чанд народився в місті Дайлех. Розпочав займатися футболом у юнацькій команді «АНФА Академі». З 2009 року Чанд розпочав виступи на футбольних полях у непальській команді «Мачхіндра». У 2010 році він перейшов до клубу І-Ліги ГАЛ, в якому грав до 2012 року, до вибуття команди з вищого індійського дивізіону. У сезоні 2012—2013 років Рохіт Чанд грав у складі індонезійського клубу ПСПС (Ріау). У 2013 році він уперше став гравцем іншого індонезійського клубу «Персіджа» з Джакарти, в якому грав до 2015 року. У 2015—2016 роках Рохіт Чанд грав у складі малайзійського клубу «Т-Тім». У другій половині 2016 року футболіст грав на батьківщині в клубі «Мананг Маршіянгді». На початку 2017 року повернувся до клубу «Персіджа». У складі клубу з Джакарти непальський футболіст став у 2018 році чемпіоном Індонезії та володарем Кубка Президента Індонезії, а також визнаний кращим гравцем чемпіонату. У 2022 році Рохіт Чанд перейшов до іншого індонезійського клубу «Персік Кедірі».

## Виступи за збірну
У 2009 році Рохіт Чанд дебютував як у юнацькій збірній, так і в національній збірній Непалу, дебютувавши в ній у віці 16 років. Грав він також і в складі молодіжної збірної Непалу. У складі національної збірної на травень 2020 року зіграв 77 матчів.

## Титули і досягнення
«Персіджа»
- Чемпіон Індонезії: 2018
- Володар Кубка Президента Індонезії: 2018
- Найкращий гравець чемпіонату Індонезії: 2018